# 여전사 목록
다음은 여전사 목록이다.

## 아프리카
앙골라
- 은징가: 17세기에 포르투갈의 침략에 맞서 30년 이상 싸웠다.

베르베르족
- 카히나: 7세기 베르베르의 군사종교 지도자. 아랍 세력의 북아프리카 팽창에 맞서 싸웠다.

부르키나파소
- 옌넹가: 모시족의 전설적 시조.

가나
- 예이 아산테이와: 1900년 영국 식민지배에 맞서 황금의자의 난을 이릉켰다.

하우사족
- 아미나(1533년 ~ 1610년): 자리아 왕국의 여왕.

요루바
- 오야: 오요 제국의 공주. 사후 나이저강의 여신으로 숭배됨.

수단
- 메로에의 칸다케: 알렉산드로스 3세를 무찔렀다고 한다. 그러나 알렉 3세는 수단에 간 적이 없으므로 그 역사적 실재성이 인정되지 않는다.
- 아마니레나스: 로마 제국이 이집트를 손에 넣자 로마에 맞서 싸움.

## 미주
아즈텍
- 이츠파파로틀: 타모아칸의 낙원을 다스리는 무시무시한 해골 여신.

북미 토착민
- 달리는 수리( ? ~ 1850년): 블랙풋 지도자.
- 콜레스타흐( ? ~ 1865년): 야카마족 지도자.
- 물소 송아지 길(1850년대 ~ 1879년): 샤이엔족 지도자.
- 타시나 마니( ? ~ 1854년): 훙크파파 수족 지도자.

미국 독립전쟁
- 데보라 샘슨(1760년 ~ 1827년): 남장하고 전쟁 참여.
- 몰리 피처(1754년 ~ 1832년)

미국 내전기
- 프란세스 클라인: 남장을 하고 잭 윌리엄스라는 가명으로 북군에 입대.
- 말린다 블랠록(1939년 ~ 1901년)
- 앨버트 캐시어(1843년 ~ 1915년): 본명 제니 이렌 호저스(Jennie Irene Hodgers). 남장하고 북군에 입대. 단순 남장여자가 아닌 트랜스남성으로 생각됨.

서부개척기
- 컬래머티 제인(1852년 ~ 1903년): 유명 여성 개척민, 스카우트. 와일드 빌 히콕의 지인이라는 주장과 원주민 토벌로 명성을 얻음.

남미 독립전쟁
- 후아나 아수르두이 드 파딜라(1780년 ~ 1862년): 아르헨티나 독립전쟁 및 볼리비아 독립전쟁의 유격대 지도자.

브라질
- 마리아 퀴테리아(1792년 ~ 1853년): 남장하고 독립전쟁 참여.
- 아니타 가리발디(1821년 ~ 1849년): 라가무핀 전쟁 참여. 주세페 가리발디의 부인.
- 마리아 보니타(1911년 ~ 1938년): 1920년대 ~ 1930년대 브라질 북부를 공포에 질리게 한 산적 여두목.

## 동북아시아
몽골
- 쿠툴룬(1260년 ~ 1306년): 카이두 칸의 딸이며 쿠빌라이 칸의 질녀이고 칭기스 칸의 고손녀. 타고난 씨름꾼으로 자기를 이기는 남자와 결혼하겠다고 선언했으며, 한 번도 지지 않았다. 그래도 결국 결혼은 했다.

중국
- 화목란: 북위의 여전사. 골병 든 아버지를 대신해 남장을 하고 유연과의 전쟁에 종군했다.
- 양홍옥
- 오매: 소림사가 청나라에게 파괴당한 이후 살아남은 소림오조 중 한 명.
- 엄영춘: 영춘권의 창시자.
- 부호: 상나라의 왕비.
- 여모( ? ~ 18년): 신나라에 맞서 들고 일어난 민란 지도자.
- 이수(291년 ~ ): 서진 혜제 때 군사지도자로서 반란 진압.
- 월녀: 춘추시대 월나라 구천 왕 때 사람. 월녀검법의 시조이며, 일설에는 구천현녀의 현신이라고도 한다.
- 진양옥(1574년 ~ 1648년): 명나라 사람으로 후금과 싸웠다.
- 손부인: 군벌 손권의 여동생. 유비와 정략결혼한 것으로 유명.
- 축융부인: 남만왕 맹획의 아내로 《삼국지연의》의 가공의 인물.
- 목계영: 북송을 배경으로 한 《양가장연의》 등장인물.
- 평양공주(598년 ~ 623년): 당 고조의 딸. 여군 집단인 낭자군(娘子軍)을 조직해 장안성 공략에 일조했다.
- 정일수(1775년 ~ 1844년): 청나라 때 해적두목.
- 왕낭선

일본
- 진구 황후

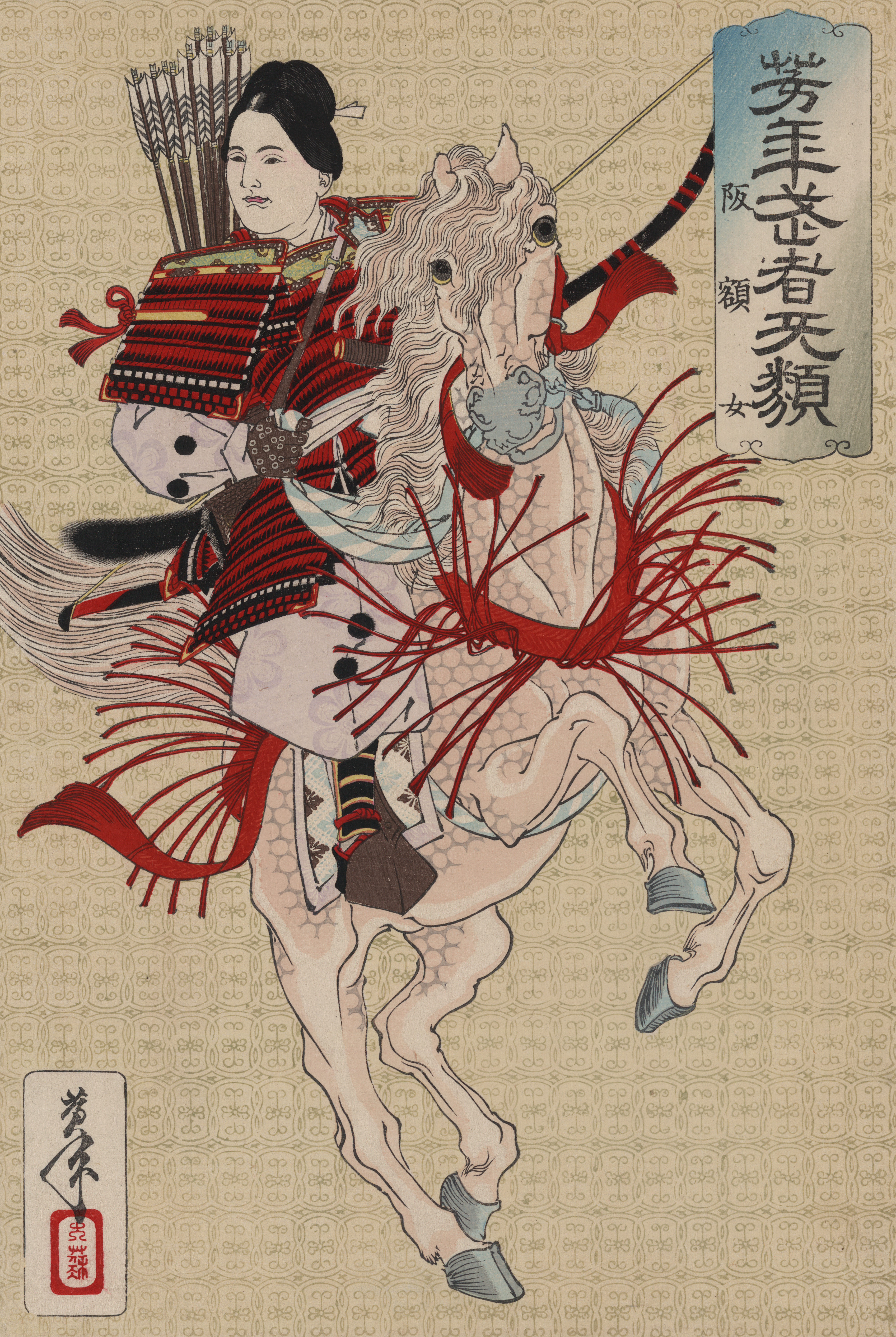
한가쿠 고젠.

- 한가쿠 고젠: 가마쿠라 시대의 여성 사무라이로, 도모에 고젠과 함께 대표적인 여무예자이다.
- 도모에 고젠(1157년? ~ 1247년): 이들 고대의 여성 사무라이들을 여무예자라고 한다.
- 마리지천
- 카이히메(1572년 ~ ?): 나리타 우지나가의 장녀. 소위 관동 제일의 미녀. 도요토미 군에게 공격받자 몸소 성을 방어하며 싸웠다. 가문이 망한 뒤에는 도요토미 히데요시의 첩이 되었다.
- 다치바나 긴치요
- 미무라 츠루히메
- 오오호우리 츠루히메
- 이이 나오토라
- 코마츠히메
- 토미타 부인
- 오쿠무라 야스
- 오나미히메
- 오츠야노가타
- 묘우린니

## 동남아시아
베트남
- 쯩 자매
- 찌에우 티 찐

## 유럽
고대 영국(브리튼 - 앵글로색슨)
- 부디카( ? ~ 61년)
- 애설플래드( ? ~ 918년)
- 구엔리안 베르흐 그리퍼드(1097년 ~ 1136년)

- 코르델리아: 리어 왕의 딸.
- 구엔돌로에나

켈트 - 아일랜드
- 안드라스테
- 메브
- 스카하크
- 이퍼
- 리어흐 루어크라
- 그라너 니 말리: 16세기 아일랜드의 해적 여왕.
- 미리스크: 아르드리 우가너 모르의 딸.
- 전쟁의 세 여신(모리안, 버이브 카하, 마하)
- 앤 보니와 메리 리드: 존 래컴 해적단의 일원으로서 남장하고 싸웠다. 앤 보니는 해적단장 잭의 애인이 되었다. 나중에 토벌을 당하여 남자 해적들은 모두 죽거나 목이 매달리고 임신 중이었던 두 여자는 출산 때까지 사형이 유예되었다. 리드는 출산 후유증으로 죽고 보니는 출산 이후 석방되어 80세까지 살았다.

프랑스
- 브라다만테 : 샤를마뉴 전설에 나오는 샤를마뉴 기사단 소속의 유일한 여성 기사
- 잔 다르크 : 역사상 여전사의 대명사.
- 샤를로트 코르데

북유럽
- 알윌다

## 중근동
- 제노비아
- 아이샤

## 남아시아
- 락슈미 바이

## 같이 보기
- 아마조네스